# Православна црква у Америци
Православна црква у Америци (енгл. Orthodox Church in America) јесте помјесна и аутокефална црква са достојанством митрополије. Налази се на 15. мјесту у диптиху према издању Московске патријаршије.

## Статус
Православна црква у Америци је 1970. године добила аутокефалност од Руске православне цркве. Аутокефалност данас признаје Руска, Бугарска, Грузијска, Пољска и Православна црква чешких земаља и Словачке. Није призната као аутокефална црква од стране Цариградске, Александријске, Антиохијске, Јерусалимске, Румунске, Кипарске, Грчке и Албанске православне цркве, али са њом се налазе у пуном канонском и евхаристијском јединству. Оне је сматрају и даље као самоуправну цркву у саставу Руске православне цркве.

## Јурисдикција
Њене цркве и манастири се углавном налазе на територији САД и Канаде, иако их има и у Мексику и Аустралији. Број верника је прилично неодређен. Процене иду до 1.100.000 верујућих.
Православна црква у Америци је настала од митрополије Руске православне цркве у Америци (1970) када је од Московске патријаршије добила самосталност.